# Franciszek Jóźwicki
Franciszek Jóźwicki (ur. 10 czerwca 1960) – polski lekkoatleta, płotkarz i wieloboista, medalista halowych mistrzostw Polski, reprezentant kraju.

## Kariera sportowa
Był zawodnikiem AZS Warszawa i Górnika Zabrze.
Reprezentował Polskę na mistrzostwach Europy juniorów w 1979, zajmując 8. miejsce w dziesięcioboju, z wynikiem 7123 oraz halowych mistrzostwach Europy w 1985, odpadając w eliminacjach biegu na 60 m ppł, z wynikiem 7,95.
W halowych mistrzostwach Polski zdobył dwa brązowe medale - w 1980 w siedmioboju, w 1985 w biegu na 60 metrów ppł.
Rekordy życiowe: 
- bieg na 110 m przez płotki – 14,10 (2.06.1984)[1]
- bieg na 60 m przez płotki w hali – 7,85 (16.02.1985)[5]
- dziesięciobój - 7681 - według tabel obowiązujących od 1985 (18.05.1980)[6]